# Mateus de Jesus

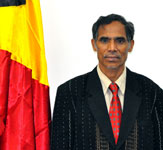
Mateus de Jesus

Mateus de Jesus (* 5. September 1959 in der Aldeia Manunia, Colimau (damals Atara), Portugiesisch-Timor; † 30. Januar 2015 in Singapur) war ein Politiker aus Osttimor. Er war Mitglied der Partei Congresso Nacional da Reconstrução Timorense (CNRT).

## Leben

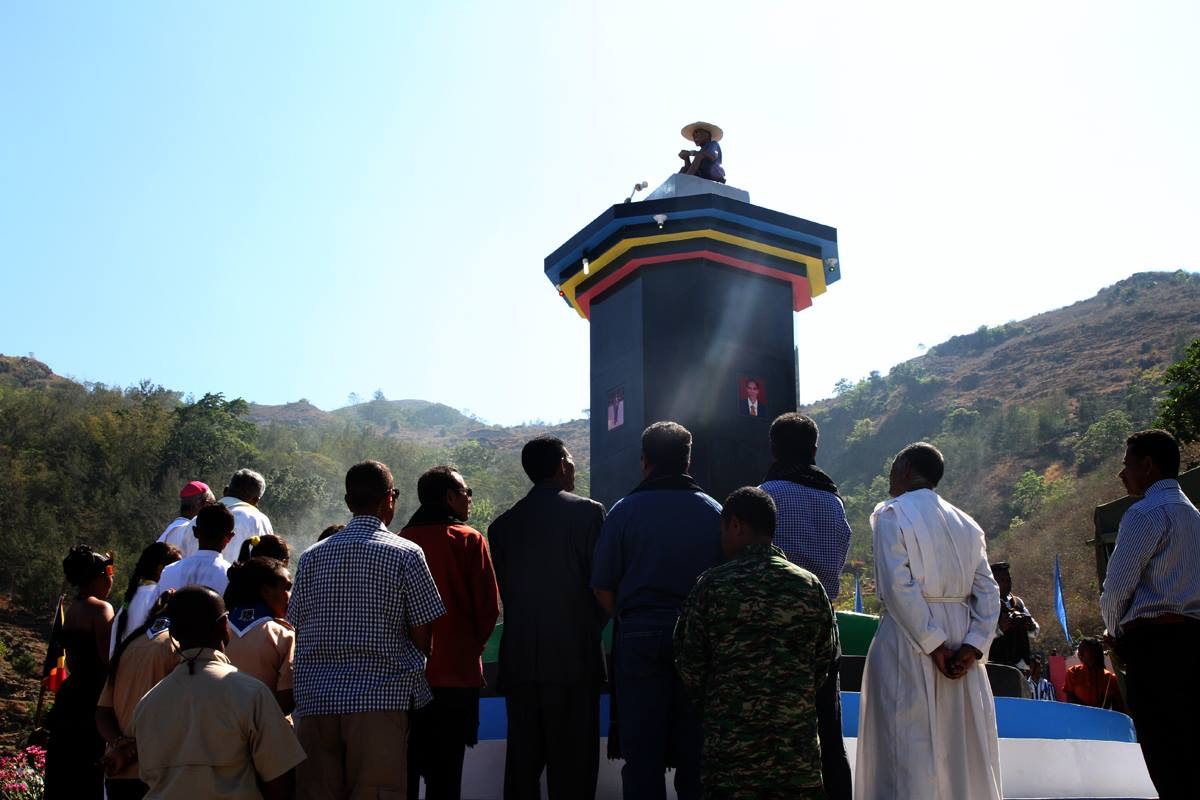
2015 eingeweihtes Denkmal für Mateus de Jesus

Jesus wurde in der Aldeia Manunia in der heutigen Gemeinde Ermera geboren. Seine Eltern waren Romaldo de Jesus und Paulina Guterres Moniz. Mateus war das Fünfte von sechs Kindern. Von 1969 bis 1973 besuchte er die Grundschule bis zur vierten Klasse in Oboe (Suco Cota Bo’ot), im benachbarten Bobonaro. Von 1975 bis 1976 lebte die Familie in Aimeta (Suco Cota Bo’ot). Jesus war seit 1974 Vertreter der FRETILIN. Aufgrund der indonesischen Invasion floh die Familie 1976 erst in die Wälder und dann in den Ort Bobonaro. 1979 wurde Jesus freiwilliger Gemeindelehrer in Bobonaro. Von 1981 bis 1983 war er festangestellter Lehrer in Mawi (Suco Molop). Eine Lehrerausbildung erhielt Jesus dann aber erst von 1983 bis 1986 in Dili. 1992 wurde Jesus zum Chefe de Suco in Colimau gewählt. Das Amt behielt er bis 1999. Zur selben Zeit unterstützte Jesus den osttimoresischen Widerstand gegen die indonesische Besatzung, weswegen er auch vom indonesischen Militär gefangen genommen und gefoltert wurde. Während der Krise in Osttimor 1999 floh Jesus nach Dili.
Bis 2000 war Jesus wieder als Lehrer in Colimau tätig, bevor er für die UNTAET Koordinator im damaligen Subdistrikt Bobonaro wurde. Von 2001 bis 2007 war er stellvertretender Administrator des Distrikts Bobonaro.
2007 zog er als Vizeparteichef der Partido Unidade Nacional (PUN) erstmals in das Nationalparlament Osttimors ein. Hier gehörte er der Kommission für Landwirtschaft, Fischerei, Forstwirtschaft, Natürliche Ressourcen und Umwelt an (Kommission D). 2009 entschied die Parlamentsmehrheit, dass jeder Abgeordnete einen Dienstwagen gestellt bekommen sollte. PUN und FRETILIN lehnten dies ab. Da Jesus aber nicht auf seinen Dienstwagen verzichten wollte, wurde er aus der Partei ausgeschlossen. Aufgrund der Parteiregeln der PUN behielt er aber seinen Abgeordnetensitz als unabhängiger Abgeordneter. Bei den Parlamentswahlen in Osttimor 2012 trat Jesus auf der Liste des CNRT an und zog so erneut ins Parlament ein. Er war nun Mitglied der Kommission für Ethik (Kommission G).
Am 30. Januar 2015 verstarb Jesus nach langer Krankheit im Mount Elizabeth Hospital in Singapur.